# Czesław Osiński (działacz komunistyczny)
Czesław Osiński, ps. Stary, Osa (ur. 23 sierpnia 1900 w Trzcińcu, zm. 29 kwietnia 1967 w Janowie Lubelskim) – polski działacz komunistyczny, z zawodu kowal. 

## Życiorys
Urodził się w rodzinie chłopskiej, podczas I wojny światowej wyjechał z rodziną do Rosji, gdzie był propagandzistą podczas rewolucji październikowej. Powrócił do Polski, gdzie po odbyciu służby wojskowej w latach 1919–1921 pracował jako czeladnik ślusarski. W 1926 wstąpił do Międzynarodowej Organizacji Pomocy Rewolucjonistom, w 1930 założył komórki Polskiej Partii Robotniczej w Baranowie i Pogonowie. W 1933 i 1934 był dwa razy aresztowany za działalność komunistyczną. Walczył podczas kampanii wrześniowej, uwięziony zbiegł z transportu i ukrywał się na terenie powiatu lubartowskiego. W 1940 organizował struktury Polskiej Partii Robotniczej i Gwardii Ludowej w gminie Baranów, następnie był skarbnikiem komórki PPR w Baranowie, następnie był jej sekretarzem i członkiem Komitetu Dzielnicowego PPR. Od lipca 1943 do zakończenia II wojny światowej był członkiem i sekretarzem Komitetu Dzielnicowego PPR w Dęblinie i członkiem sztabu GL-AL Terenu nr 6. Organizował komórki PPR w północnej części powiatu puławskiego, a od wiosny 1944 tworzył konspiracyjną Powiatową Radę Narodową w Puławach. Od stycznia 1945 był zaangażowany w przeprowadzenie reformy rolnej w powiecie puławskim, a następnie był wójtem gminy Baranów, prezesem Powiatowego Zarządu Związku Samopomoc Chłopska, wicestarostą puławskim. Od 1953 do śmierci w 1967 pełnił funkcję wicedyrektora do spraw administracyjnych Szpitala Powiatowego w Janowie Lubelskim. Wieloletni członek PZPR, odznaczony Krzyżem Kawalerskim Orderu Odrodzenia Polski.